# Atçalı Kel Mehmet
Atçalı Kel Mehmet Efe (1780 – 1830) è stato un rivoluzionario ottomano, uno Zeybek, che guidò una rivolta locale contro l'autorità ottomana e stabilì il controllo della regione di Aydın per un breve periodo tra il 1829 e il 1830 (durante il regno di Mahmud II).

## Primi anni
Kel Mehmet (Mehmet il calvo) nacque nel 1780 da una famiglia di contadini turchi ad Atça. Secondo la leggenda, quando era un giovane ordinario, assistette alla lotta tra un cane piccolo e malato e tre cani sani e potenti. Dopo essere stato picchiato a lungo, il piccolo cane finisce in un vicolo senza uscita. A quel punto, combatte con la sua ultima energia e si libera dei suoi avversari. Ispirato dal piccolo cane, Mehmet stabilì un'analogia tra la situazione e la relazione tra il regno ottomano e i contadini anatolici, e decise di andare sulle montagne come un fuorilegge.

## La rivolta
Nel 1829, Mehmet iniziò una rivolta a Kuyucak, una città vicino ad Atça, chiedendo tagli alle tasse, leggi eque e un servizio militare più breve. Poiché la gente era stanca del pesante carico fiscale e del servizio militare senza fine a causa delle continue guerre dell'impero in declino, egli guadagnò rapidamente popolarità. Dopo aver preso il potere ad Aydın, anche le persone delle regioni vicine si sottomisero alla sua autorità.
Anche se questa era una rivolta contro l'impero ottomano, egli rimase fedele al Padishah. Sotto il suo governo raccolse le tasse in nome del Padishah e inviò il denaro raccolto alla capitale. Sulle monete che forniva, scrisse la sua famosa citazione:
"Vali-i Vilayet Hademe-i Devlet Atçalı Kel Mehmet" (che significa "Capo della Provincia, Servitore dello Stato, da Atça; il Calvo Mehmet").

## Morte ed eredità
In quegli anni l'impero ottomano era alle prese con continue rivolte. Ovviamente il Padishah non approvava il governo di Atçalı e inviò le sue forze per riprendere il controllo di Aydın. Alla fine Atçalı fu ucciso in un combattimento contro le forze del sultano nel 1830.
Grazie al suo coraggio, divenne una figura importante nella regione. Influenzò molti altri Efe (capo di una milizia irregolare) tra cui Yörük Ali Efe e Demirci Mehmet Efe.